# Szávay Gyula
Szávay Gyula (Zenta, 1861. augusztus 29. – Budapest, 1935. május 2.) költő, lapszerkesztő, a Kisfaludy Társaság (1910) és a Petőfi Társaság (1902) tagja, utóbbinak 1920–1925 között főtitkára.

## Pályája
Szávay Pál és Szabadfi Etelka fia. Középiskoláit Szegeden végezte, utána Győrött jogot tanult. 1883-ban Győr városánál lett közigazgatási gyakornok, majd rendőrfogalmazó, alkapitány, községbíró, aljegyző, tiszteletbeli főjegyző. Az 1890-ben alakult győri kereskedelmi és iparkamara titkárává választotta, ekkor a városi közszolgálattól megvált. 1899 őszén a győri kereskedelmi és iparkamara küldötteként részt vett a philadelphiai nemzetközi kereskedelmi kongresszuson és kiállításon, Amerikában. 1905-ben a debreceni kereskedelmi és iparkamara titkára lett, 1920-tól a budapesti kereskedelmi és iparkamara titkára volt. Huszonöt éven át a Vidéki Hírlapírók Szövetségének elnöki tisztségét is viselte. Tiszteletbeli tagja volt a soproni irodalmi és művészeti körnek, rendes tagja a szegedi Dugonics Társaságnak.
Több verseskötete és verses drámája, valamint néhány tanulmánya jelent meg. Szerkesztette a Grabonciás Diákot (1883–1887), a Győri Híradót (1884), megalapította és szerkesztette a Győri Hírlapot, később szerkesztette a Debreceni Nagyújságot.

### Költői munkássága
Gyorsan, könnyen írt, a hagyományos verselés híve volt. Kerülte a mélyebb gondolatiságot, a szimbolista kifejezésmódot. Témáinak egy részét aktuális események sugallták. Írásaiból derűs életérzés sugárzik, költeményeit humor, könnyed hang jellemzi. Lírai munkásságát 1924-ben a Petőfi Társaság Petőfi nagydíjával tüntették ki.
Drámai munkáit több helyen játszották. Dózsa Györgyről szóló, továbbá a Martinovicsok című tragédiája akadémiai pályadíjat nyert: az előbbit Verő Györggyel, az utóbbit Géczy Istvánnal együtt írta.

## Munkáiból

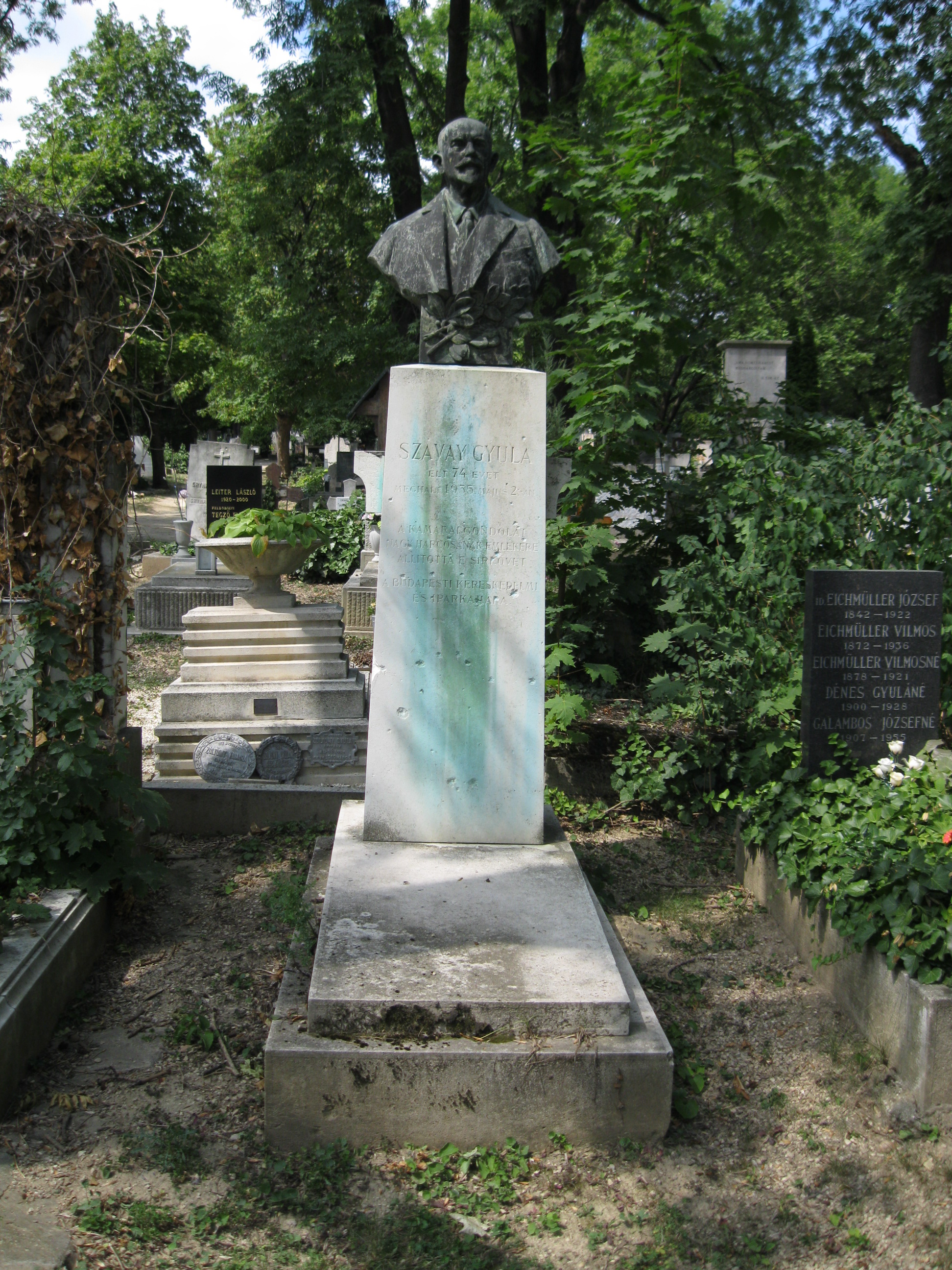
Sírja a Farkasréti temetőben. Istók János alkotása

- Költemények Első kötet. Győr, 1884
- Költemények Budapest, 1892
- Ujabb verses könyve Győr, 1897
- A győri első takarékpénztár ötvenéves története 1844–1894; Győr, 1894
- Győr Monográfia a város jelenkorából, a történelmi idők érintésével. Győr, 1896.
- Az első lépés Verses színjáték egy felvonásban. A Magyar Színház megnyitására. (1897. október 16). Kézirat, Győr, év n.
- Dramolettek I. A munka Drámai költemény. II. Parnasszus pusztulása Komédia. Győr, év n.
- Amerikáról A philadelphiai nemzetközi kereskedelmi kongresszus és kiállítás alkalmából. Győr, 1900
- Túl a tengeren Tanulmányok, karcolatok Amerikáról. Budapest, 1900
- Ujabb versek. Jucikától a lobogóig Győr, 1902
- Ünnepi versek, apró színjátékok Győr, 1902
- Vitézi énekek és más újabb versek Debrecen, 1905
- A Boszporusz Színmű 1 felvonásban
- Csokonai köszöntése és 12 más beszéd Debrecen, 1905
- A regéci kis harang. (Jön a fejedelem!) Ünnepi színjáték két képben. Debrecen, 1906
- Szép Ilonka Daljáték 3 felvonásban. Vörösmarty költeménye nyomán írta Sz. Gy., zenéje Vágó Gézától. Debrecen, 1906. (Bemutatója a budapesti Király Színházban 1906. október 10-én.)
- Az ezüst pohár és más újabb versek Budapest, 1908
- Világosság Mesejáték. Debrecen, 1908 (Géczy Istvánnal)
- A két leander Versek. Debrecen, 1910
- Dózsa György Tragédia. Budapest, 1914
- Petőfi Ünnepi színjáték. Budapest, 1923 (Géczy Istvánnal)
- Lavotta Színmű. Fővárosi Nyári Színház: 1923 (Géczy Istvánnal).